# Alejandro Puccio
Alejandro Rafael Puccio (Buenos Aires, 14 de octubre de 1958 — 27 de junio de 2008) fue un jugador de rugby argentino de primera división. Paralelamente, fue un secuestrador y miembro de una banda delictiva (junto con varios integrantes de su familia) que se dedicaba a secuestrar, torturar y asesinar personas adineradas. Jugó en la selección argentina de rugby.

## Biografía
Hijo de Arquímedes Puccio, contador, abogado y miembro de la Secretaría de Inteligencia del Estado (SIDE) de la Argentina durante la dictadura y Epifanía Ángeles Calvo, profesora de contabilidad y matemáticas. Tenía cuatro hermanos: Silvia, un par de años menor, Daniel (Maguila), tres años menor, Guillermo y Adriana.

## Trayectoria deportiva
Jugaba como wing tres cuartos en el equipo de rugby del Club Atlético de San Isidro y formó parte de la selección argentina Los Pumas. Debutó en la primera del Club Atlético de San Isidro en 1977 con 19 años y jugó hasta su detención en agosto de 1985.
Fue convocado a los Pumas en 1979 para disputar el Sudamericano de Rugby. En total jugó cinco partidos y marcó dos tries.
Fue campeón del Torneo Sudamericano de 1979 y campeón del Torneo de la URBA de 1981, 1982 y 1985.

## Trayectoria criminal
Pertenecía a una banda dedicada a los secuestros extorsivos. Junto con su padre y su hermano, secuestraron y asesinaron a tres empresarios argentinos entre 1982 y 1985. También a una mujer que logró salvar su vida cuando la policía los detuvo.
El 22 de julio de 1982 secuestró, en San Isidro, a un amigo ,Ricardo Manoukian, quien tenía 24 años.
El 5 de mayo de 1983 secuestró a Eduardo Aulet, otro rugbier. A pesar de que los rescates fueron pagados, ambos muchachos resultaron asesinados por miembros de la organización delictiva.
Su padre, Arquímedes Puccio, fue detenido por la División Defraudaciones y Estafas de la Policía Federal Argentina el 23 de agosto de 1985 en una estación de servicio mientras extorsionaba por teléfono a la familia de Nélida Bollini de Prado (1925-2011) —quien al momento se encontraba secuestrada en el sótano de su casa— para cobrar el rescate.
Alejandro fue detenido el mismo día cuando estaba en su casa con su novia, Mónica Sörvik, maestra jardinera de la Escuela Todos los Santos y luego vicedirectora del jardín de infantes Myflower de San Isidro.
Cuando lo detuvieron negó ser parte del clan y ni sus amigos ni su novia creyeron en su culpabilidad. Siempre lo defendieron.
Cuando tenía que ir a testificar, a fines de 1985, más precisamente el 8 de noviembre de ese año, en el Palacio de Tribunales, intentó suicidarse al tirarse desde un quinto piso dentro del edificio. Como producto de esta caída padeció de convulsiones el resto de su vida por las que fue medicado con antipsicóticos.
El 26 de diciembre de 1995 fue condenado a reclusión perpetua. Los primeros años fue visitado por su novia Mónica hasta que él le pidió que no fuera más. El 28 de diciembre de 1993 se casó en Buenos Aires con Nancy Beatriz Sarraf, a quien conoció estando preso. En la cárcel se hizo muy amigo de Sergio Schoklender.
Nunca reconoció su responsabilidad en los hechos criminales por los que fue condenado.
Permaneció en la cárcel hasta el 7 de abril de 1997 cuando fue excarcelado por la ley del 2x1 bajo una fianza de medio millón de pesos. Volvió a quedar detenido el 28 de septiembre de 1999.
En prisión estudió psicología y en septiembre de 2000 recibió permiso para hacer salidas laborales.
Luego de 22 años de cárcel en el penal bonaerense del partido de Florencio Varela fue favorecido por la libertad condicional en noviembre de 2007. Murió fuera de prisión, en 2008, a los 49 años, por una infección contraída en un hospital, donde se había internado por sufrir convulsiones. Nadie asistió a su velorio.

## En la cultura popular
En 2015 el periodista Rodolfo Palacios publicó su libro "El Clan Puccio" que incluye largos testimonios del mismo Arquímedes Puccio.
En agosto de 2015 el director de cine Pablo Trapero llevó la historia al cine en la película El Clan con Guillermo Francella en el rol de Arquímedes Puccio y Peter Lanzani en el papel de Alejandro. Es de destacar que tanto Alejandro como Peter eran aficionados al rugby
Además en septiembre de 2015 se estrenó la miniserie Historia de un clan por Telefe, la cual estuvo dirigida por Luis Ortega y protagonizada por Alejandro Awada en el papel de Arquímedes Puccio y el Chino Darín como Alejandro.